# Aaadonta pelewana
Aaadonta pelewana es una especie de molusco gasterópodo terrestre de la familia Endodontidae en el orden de los Stylommatophora.

## Distribución geográfica
Es endémica de Palaos.

## Estado de conservación
Se encuentra amenazada por la pérdida de su hábitat natural.